# Бернамвуд (містечко, Вісконсин)
Бернамвуд (англ. Birnamwood) — місто (англ. town) в США, в окрузі Шавано штату Вісконсин. Населення — 682 особи (2020).

## Демографія
Згідно з переписом 2010 року, у місті мешкали 763 особи в 276 домогосподарствах у складі 215 родин. Було 336 помешкань
Расовий склад населення:
| - 82,7 % — білих - 13,4 % — корінних американців - 1,7 % — азіатів - 0,4 % — чорних або афроамериканців |

До двох чи більше рас належало 1,8 %. Частка іспаномовних становила 2,6 % від усіх жителів.
За віковим діапазоном населення розподілялося таким чином: 25,3 % — особи молодші 18 років, 62,2 % — особи у віці 18—64 років, 12,5 % — особи у віці 65 років та старші. Медіана віку мешканця становила 39,4 року. На 100 осіб жіночої статі у місті припадало 103,5 чоловіків;  на 100 жінок у віці від 18 років та старших — 108,0 чоловіків також старших 18 років.
Середній дохід на одне домашнє господарство  становив 59 686 доларів США (медіана — 56 111), а середній дохід на одну сім'ю — 67 133 долари (медіана — 63 393). Медіана доходів становила 40 188 доларів для чоловіків та 30 568 доларів для жінок. За межею бідності перебувало 5,3 % осіб, у тому числі 0,0 % дітей у віці до 18 років та 3,4 % осіб у віці 65 років та старших.
Цивільне працевлаштоване населення становило 353 особи. Основні галузі зайнятості: виробництво — 17,8 %, освіта, охорона здоров'я та соціальна допомога — 16,7 %, мистецтво, розваги та відпочинок — 13,3 %, сільське господарство, лісництво, риболовля — 10,8 %.